# Парк Дружбы народов (Минск)
Парк Дружбы народов (бел. Парк дружбы народаў) — ландшафтный парк в Советском районе г. Минска, созданный в 1978 году на месте Минской опытной болотной станции.

## География
Парк Дружбы народов расположен в границах улиц М. Богдановича, Некрасова, Л. Карастояновой, Кульман и Кропоткина. Улица Орловская рассекает парк на 2 части: северную и южную.

## История
Парк создан в 1978 году по проекту института «Минскпроект» на месте существовавшей с 1911 года Минской опытной болотной станции БелНИИВХ.

## Описание парка
Всего в парке высажено 4222 дерева, из них 895 — хвойные.
Содержание парка находится на обслуживании УП «Зеленстрой» Советского района г. Минска.
Северная часть парка в границах ул. Орловская — территория опытных полей БЕНИИ мелиорации и луговодства — ул. Некрасова — ул. Л. Карастояновой занимает площадь 40,3 га. Характеризуется качественным сочетанием пород ландшафтных композиций. В ней много светлых ажурных групп из лиственницы сибирской и березы. Среди местных древесных пород встречается маньчжурский орех и сосна Веймутова. Благоустройство площадок отдыха, спортивных и детских площадок, существующих дорожек из отсева, водно-декоративного устройства, торшеров освещения, здания общественного туалета требует проведения капитального ремонта и реконструкции.
Территория южной части парка площадью 29,5 га в границах ул. Кульман — ул. М. Богдановича — ул. Л. Карастояновой — ул. Орловская — более насыщена парковыми объектами. В этой части парка имеется площадка для проведения митингов, роликовая дорожка.
На территории парка располагаются водоналивная станция, пивной ресторан «Друзья» и т. н. «чернобыльская церковь» — православная церковь в честь иконы Божией Матери «Взыскание погибших», построенная в 1996—1998 годах по проекту архитектора М. М. Детко как храм-памятник и получившая с благословения владыки Филарета статус действующей часовни. В 2002 году было установлено скульптурное сооружение, прозванное местными жителями «белорусское счастье»: аист, подкова и внизу — трубки, из которых струится вода.

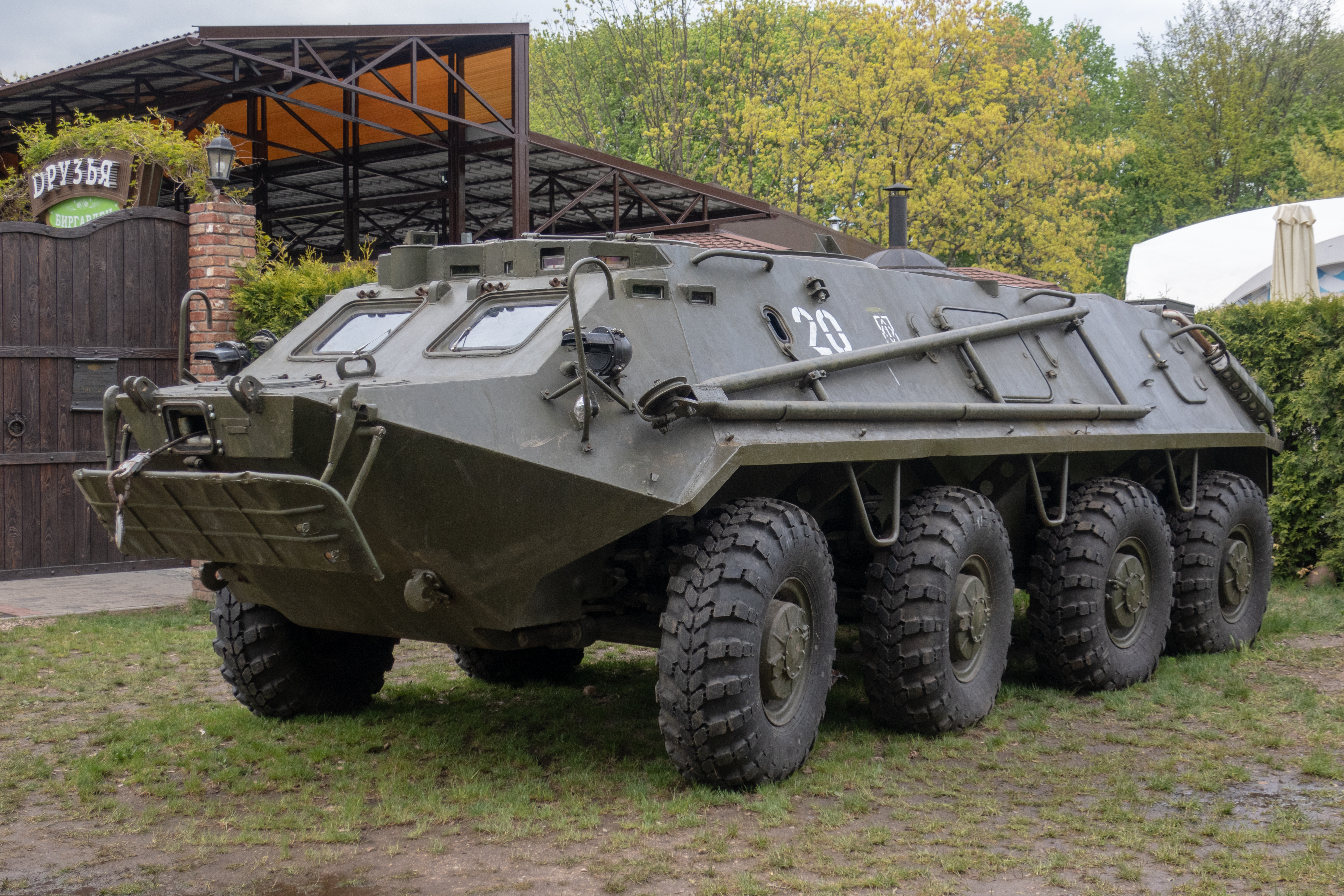
Списанный БТР-60 в парке
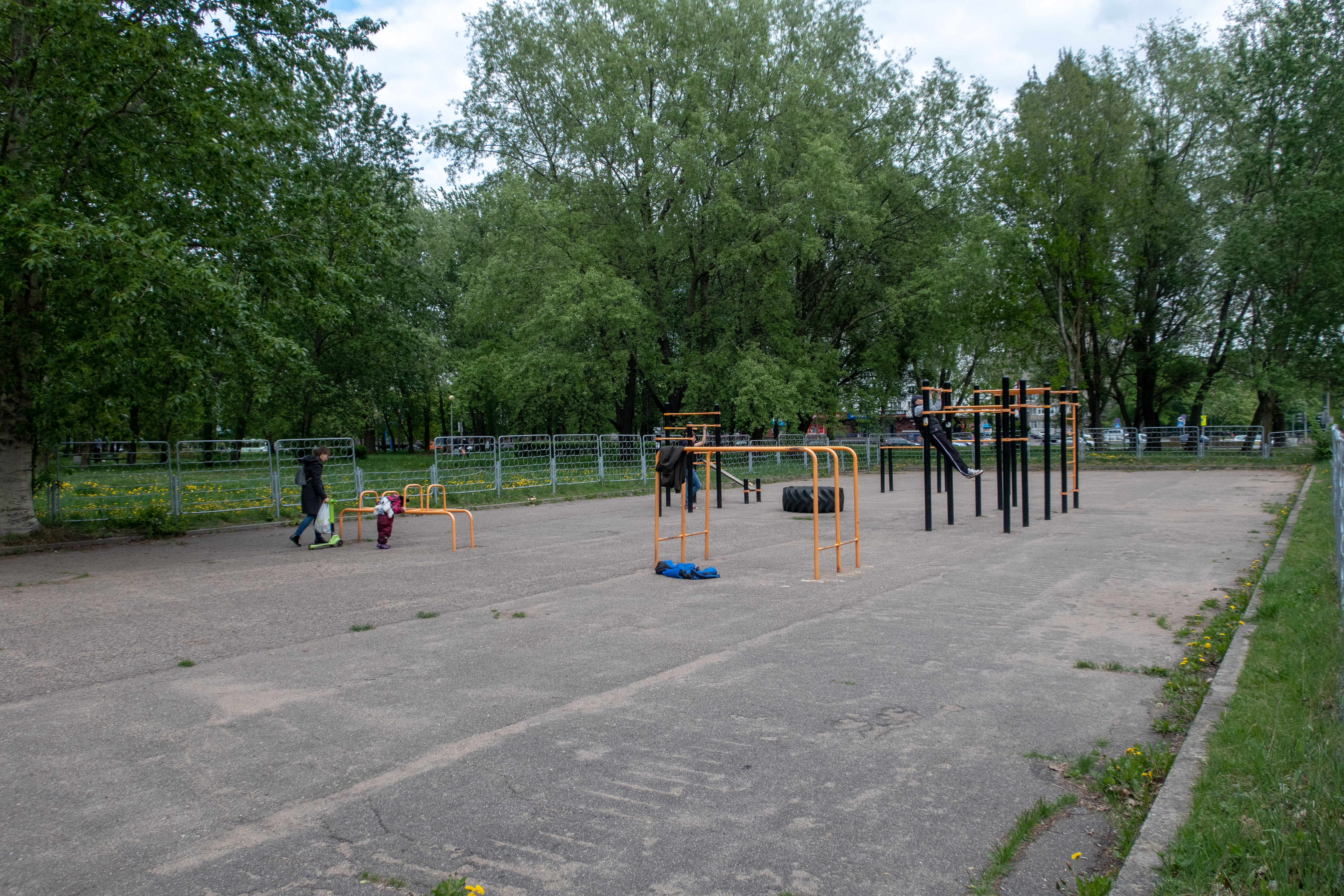
Площадка для воркаута
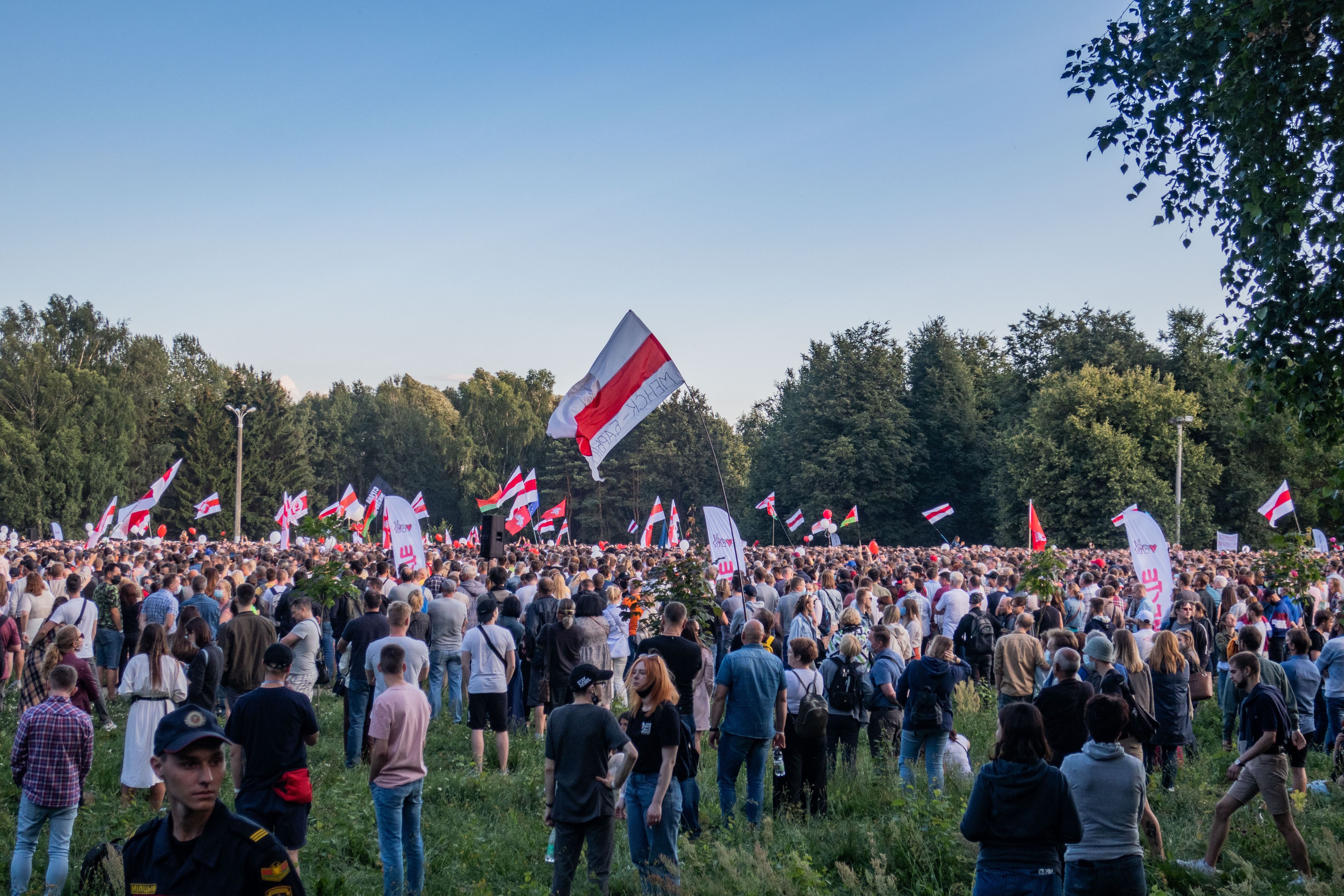
Предвыборный митинг Светланы Тихановской 30 июля 2020 года, собравший около 60 тысяч человек